# Икназарово
Икназарово (баш. Иҡназар) — деревня в Кугарчинском районе Республики Башкортостан Российской Федерации. Входит в состав Максютовского сельсовета. 

## География

### Географическое положение
Расстояние до:
- районного центра (Мраково): 58 км,
- центра сельсовета (Максютово): 3 км,
- ближайшей ж/д станции (Тюльган): 43 км.

## Население
| 2002 | 2009 | 2010 |
| ---- | ---- | ---- |
| 10   | ↘6   | ↘3   |

Национальный состав
Согласно переписи 2002 года, преобладающие национальности — русские (70 %), башкиры (30 %).